# Ruisseau de Paillasse
Le ruisseau de Paillasse est une rivière française qui coule dans le département de la Gironde. C'est un affluent de la Leyre. 

## Géographie
De 14,3 km de longueur, le ruisseau de Paillasse prend sa source dans les Landes de Gascogne, commune d'Hostens sous le nom de ruisseau de Labadie et se jette en rive droite dans l'Eyre à Belin-Béliet, dans le département de la Gironde.

## Principaux affluents
- Fossé des Gravasses : 5.6 km
- Ruisseau de la Hountine : 9.6 km
- Craste du Pujeau : 4.1 km

## Communes traversées
- Gironde : Belin-Béliet, Hostens, Saint-Magne.